# Leggiuno
Leggiuno é uma comuna italiana da região da Lombardia, província de Varese, com cerca de 2.859 habitantes. Estende-se por uma área de 13 km², tendo uma densidade populacional de 220 hab/km². Faz fronteira com Belgirate (VB), Besozzo, Caravate, Laveno-Mombello, Monvalle, Sangiano, Stresa (VB).
O Prémio Nobel da Literatura Dario Fo nasceu aqui, uma pequena aldeia italiana próxima da fronteira com a Suíça, em 1926.

## Demografia
| Variação demográfica do município entre 1861 e 2011                               |
|                                                                                   |
| Fonte: Istituto Nazionale di Statistica (ISTAT) - Elaboração gráfica da Wikipedia |